# Зульфугарова, Хумар Рза кызы
Хумар Рза кызы Зульфугарова (азерб. Xumar Zülfüqarova; 15 ноября 1927, Баку — 2 июля 2017, Баку) — азербайджанская советская танцовщица, хореограф, Народная артистка Азербайджанской ССР (1979).

## Биография
Родилась 15 ноября 1927 в Баку. Дочь народного артиста Азербайджана Рза Афганлы.
В 1945 году окончила Бакинское хореографическое училище. Служила в Азербайджанскм театре оперы и балета имени М. Ф. Ахундова, исполняла партии — Париджаханханум («Чернушка» Аббасова), Магрибская красавица («Семь красавиц»), характерные танцы — испанский («Лебединое озеро»), польский («Бахчисарайский фонтан»), грузинский («Демон»).
С 1950 года на преподавательской работе в Бакинском хореографическом училище.
В 1959 году присвоено звание Заслуженная артистка Азербайджанской ССР.
С 1966 года балетмейстер Азербайджанской государственной филармонии им. М. Магомаева.
Создатель Государственного ансамбля танцев (1969-1978), главный балетмейстер Государственного объединения гастролей и концертов (1978-1988).
2 апреля 1979 года Хумар Зульфугаровой было присвоено почётное звание Народный артист Азербайджанской ССР.
С 1992 года художественный руководитель ансамбля «Джанги». Постановщик танцев в спектаклях Азербайджанского государственного академического национального драматического театра — «Фархад и Ширин», «Невеста огня», «Джаваншир», «Дялиляр», «Индийская красавица», ТЮЗа — «Золушка», «Секретная башня» и др.
Скончалась Хумар Зульфугарова в 2017 в Баку.

## Творчество
- Аршин мал алан фильм — (1965)
- Азербайджанские народные танцы
- Рза Афганлы

## Награды
- Орден «Слава» — (2009)
- Народная артистка Азербайджанской ССР — (1979)
- Заслуженная артистка Азербайджанской ССР — (1959)
- Почётная грамота Президиума Верховного Совета Азербайджанской ССР — 1977[2]
- Персональная стипендия Президента Азербайджанской Республики — (2002)[3]